# Капошијев сарком
Капошијев сарком је један од малигних тумора крвних судова односно хемангиосаркома (енгл. Haemangiosarcoma haemorhagicum multiplex). За Капошијев сарком су карактеристичне мултипле лезије тамно црвено-плаве боје.
Овај тумор се често јавља код пацијената оболелих од сиде, поготову код мушкараца.
Промене су у виду чворова и флека тамно црвено-плаве боје. Код особа које нису оболеле од сиде су најчешћа локализација доњи екстремитети (периферни тип). Код оболелих од сиде се најчешће среће на усни, непцу, гингиви, конјунктиви и гениталијама (централни тип).

## Типови
Постоји четири типа овог саркома.
Према клиничким карактеристикама разликујемо периферни и централни тип. Централни тип је тежа форма.

### Класични тип
Среће се ретко (мање од 0,5% малигних тумора). Чешће се јавља у медитеранским пределима и Источној Европи.
Болест се јавља код старијих особа у виду мултиплих лезија на екстремитетима. Тумор споро напредује и 10%-20% случајева доводи до смрти. Поред коже и поткожног ткива захваћени су и унутрашњи органи, али без неких значајнијих тегоба.
Према клиничким карактеристикама одговара периферном типу. У почетку се јављају многобројне, мале промене црвене боје на ногама и стопалима. Касније се шире на руке и шаке. Временом се тумори полако шире и на остале делове тела. Преомене на кожи су сад у виду плоча и чворова црвенкато-плаве-браон боје.

### Афрички тип
Среће се у екваторијалној Африци где чини око 10% сих малигних тумора.
Ток болести је агресивнији него класични тип. Посебно тешка форма се среће код деце и младих, лимфоаденопатична форма Капошијевог саркома.

### Јатрогени Капошијев сарком
Јатогено означева нешто изазвано вештачки, у току терапије.
Среће се, али ретко код пацијената након трансплантације органа, који узимају имуносупресивну терапију.

### Епидемијски тип (код ХИВ инфицираних)
Среће се код мушкараца који су оболели од сиде. Ова форма се јавља претежно на лицу, уснама, слузоложи уста, непцу, конјунктиви, гениталијама...
Ово је агресивна форма и често долази до инвазије унутрашњих органа и разних тегоба.
По клиничким карактеристикама ради се о централном типу.
У почетном стадијуму налазе се многобројне, мале флеке и чворићи. Касније натају плочасте лезије и улцерације.
Од унутрашњих органа најчешће су погођени дуоденум, желудац, респираторни тракт, лимфни чворови и перикард.

## Узрок
Јаш увек није утврђен.
У везу са Капошијевим саркомом доводи се инфекција хуманим херпес вирусом 8 (ХХВ8).
Утврђена је и промена на хромозому 7 сегмент p21.
Туморске ћелије могу бити стимулисане и факторима раста као нпр. интерлеукин 1, трансформишући фактор раста β, фибробласни фактор раста... Ови фактори се могу ослободити у току ХИВ инфекције услед активирања имунитета, а такође и туморске ћелије могу производити ове факторе.

## Хистологија
Карактеристичне ћелије за Капошијев сарком су вретенсте ћелије, које се испуњавају поткожно ткиво. Присутни су и бројни крвни судови унутар лезија.